# Fureskjerene
Fureskjerene est une île dans le landskap Sunnhordland du comté de Vestland. Elle appartient administrativement à Bjørnafjorden.

## Géographie
Rocheuse et désertique, à fleur d'eau et à environ 30 m de la côte, elle s'étend sur environ 58 m de longueur pour une largeur approximative de 44 m.